# Velké Bílovice
Velké Bílovice är en stad i Tjeckien.   Den ligger i distriktet Okres Břeclav och regionen Södra Mähren, i den sydöstra delen av landet, 230 km sydost om huvudstaden Prag. Velké Bílovice ligger 178 meter över havet och antalet invånare är 3 727.
Terrängen runt Velké Bílovice är platt.Runt Velké Bílovice är det ganska tätbefolkat, med 129 invånare per kvadratkilometer. Närmaste större samhälle är Břeclav, 10,1 km söder om Velké Bílovice. Trakten runt Velké Bílovice består till största delen av jordbruksmark.